# Urânio
O urânio é um elemento químico de símbolo U e de massa atômica igual a 238 u, apresenta número atômico 92 (92 prótons e 92 elétrons), é um elemento natural e comum, muito mais abundante que a prata, abundância comparável à do molibdênio e arsênio, porém, quatro vezes menos abundante que o tório (ver: Reator de tório).
À temperatura ambiente, o urânio encontra-se no estado sólido. É um elemento metálico radioativo pertencente à série dos actinídeos.
Foi descoberto em 1789 pelo alemão Martin Klaproth na Alemanha. Foi o primeiro elemento onde se descobriu a propriedade da radioatividade. Seus isótopos mais comuns têm uma meia-vida longa (~4,5 bilhões de anos para o urânio-238 e ~700 milhões de anos para o urânio-235).
O Urânio é utilizado em indústria bélica (bombas atômicas e no secundário para bombas de hidrogênio), e como combustível em usinas nucleares para geração de energia elétrica.
A Agência Internacional de Energia Atómica, estimou as reservas mundiais de urânio em 5,4 milhões de toneladas em todo mundo em 2009, sendo que 31% está na Austrália, 12% no Cazaquistão, 9% no Canadá e 9% na Rússia. A produção mundial subiu cerca de 50 000 toneladas em 2009 comparando com 2008, sendo os maiores produtores em 2009 o Cazaquistão (28%), o Canadá (20%), a Austrália (16%), a Namíbia (9%), a Rússia (7%), o Níger (6%) e Uzbequistão (5%).
A nova mina de mineração Tumalapalli revelada à imprensa em agosto de 2011, está localizada no Estado de Andhra Pradesh, no sul da Índia, e pode se tornar a maior reserva de Urânio do mundo. Segundo o Departamento de Energia Atômica da Índia, é confirmado que a mina contém 49 mil toneladas de minério. No entanto há indicações de que esta quantidade total seja três vezes maior que isso, o que alcançaria uma capacidade total de produção de 150 mil toneladas. Assim, passaria a ser a maior do mundo, ainda que se tratando de urânio de baixo grau.

## História

### Reator natural

Reator nuclear natural de Oklo:
1. Área onde ocorreram reações de fissão.
2. Arenito.
3. Minério de urânio.
4. Granito.

Em 1972 o físico francês Francis Perrin descobriu em Oklo, no Gabão, um depósito de urânio onde, há cerca de dois bilhões de anos, ocorreram de forma natural reações de fissão do isótopo U-235. Esse reator natural funcionou ao longo de centenas de milhares de anos, liberando uma potência média inferior a 100 kW. A reação em cadeia era controlada naturalmente, permitindo o seu funcionamento durante tanto tempo sem provocar uma explosão nuclear.

### Uso durante a sua pré-descoberta
Antes de sua descoberta, o urânio natural, sob a forma de dióxido de urânio, era usado como corante em tintas e esmaltes dando uma cor amarelada, se adicionado ao vidro, o deixava verde e luminescente. Este uso remonta até ao ano de 79 antes de Cristo.

### Descoberta

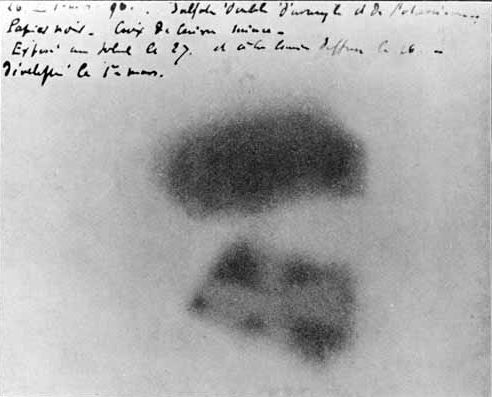
Imagem criada pelo urânio sobre a chapa fotográfica, que fez Henri supor a existência da radiação.

A descoberta do urânio é creditada ao cientista alemão Martin Heinrich Klaproth em 1789. Quando estava em seu laboratório experimental em Berlim, Klaproth foi capaz de precipitar um composto amarelo (provavelmente diuranato de sódio) através da dissolução da uraninita em ácido nítrico e neutralizar a solução com hidróxido de sódio. Klaproth achou que a substância amarela era o óxido de um elemento ainda não descoberto, e aquecido com carvão vegetal para a obtenção de um pó preto, que ele pensou ser o metal descoberto recentemente em si (na verdade, o pó era um óxido de urânio). Ele nomeou o novo elemento descoberto em honra ao planeta Urano, que tinha sido descoberto havia oito anos por William Herschel (que tinha chamado o planeta após o primordial deus grego do céu Urano).
Em 1841, Eugène-Melchior Peligot, Professor de Química Analítica no Conservatoire National des Arts et Métiers (Central School of Arts and Manufactures), em Paris, isolou a primeira amostra de urânio metálico por aquecimento de tetracloreto de urânio com potássio. O urânio não era visto como particularmente perigoso durante a maior parte do século XIX, levando ao desenvolvimento de várias utilizações para o elemento. Um tal uso para o óxido foi citado, mas já não era secreta a coloração da cerâmica e do vidro.
Henri Becquerel descobriu a radioatividade usando urânio em 1896. Becquerel fez a descoberta, em Paris, deixando uma amostra de um sal de urânio, K2 UO2 (SO4)2, em cima de uma chapa fotográfica não exposta numa gaveta e observando que a placa havia se tornado "enevoada". Ele determinou que uma forma de luz invisível ou raios emitidos pelo urânio tinha exposto a chapa criando acidentalmente a imagem.

### Pesquisa da fissão e Projeto Manhattan

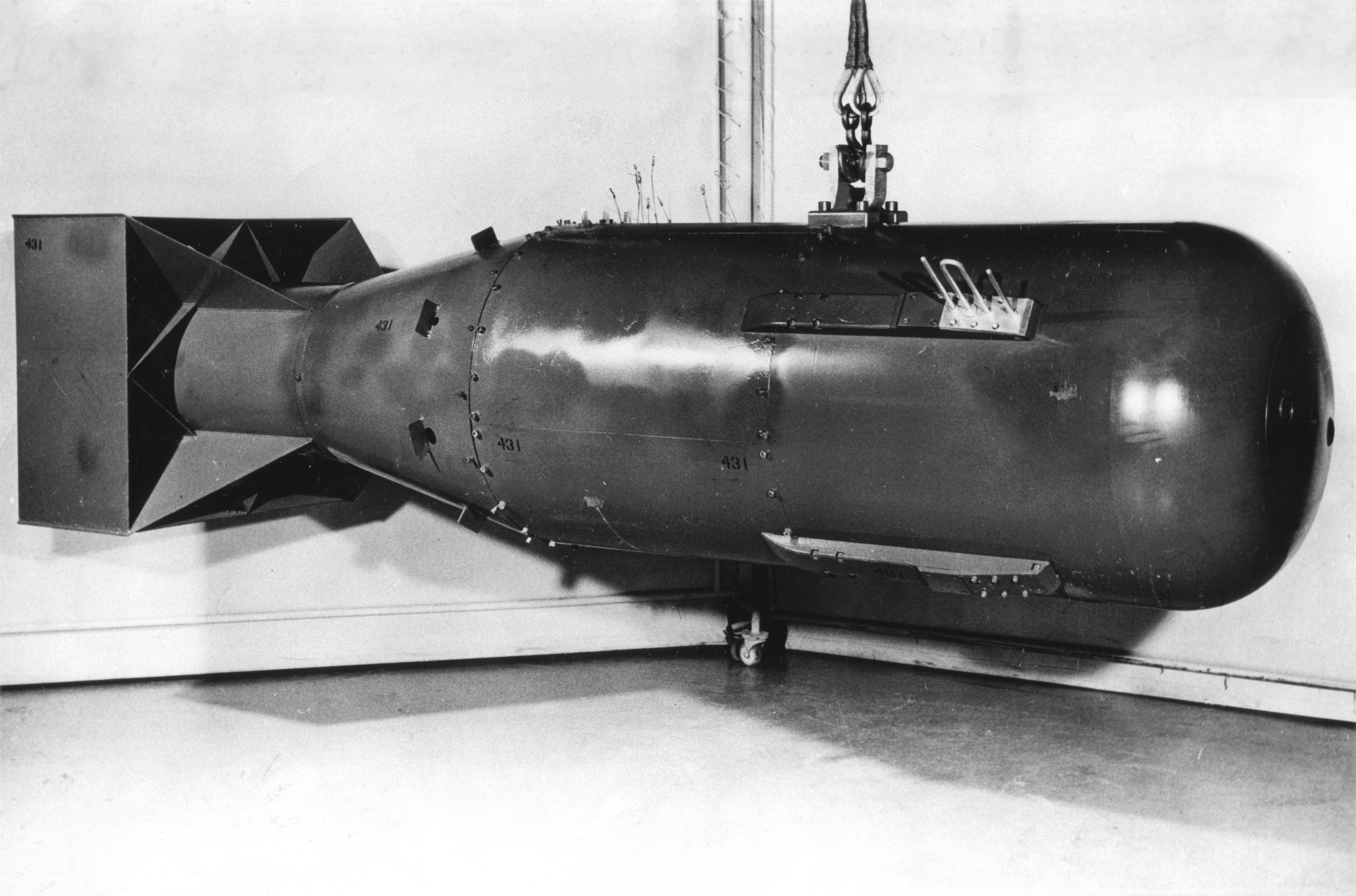
Little Boy

Uma equipe liderada por Enrico Fermi bombardeou urânio com nêutrons, produzindo partículas β e o elemento 93, o netúnio e através do decaimento beta, o elemento 94 chamado de plutônio. Os produtos da fissão do U-235 foram confundidos com os novos elementos criados pelo U-238.
As experiências que conduziram à descoberta da capacidade do urânio para a fissão (quebra instantânea) em elementos mais leves e liberação de energia de ligação foi realizada por Otto Hahn e Strassmann Fritz no laboratório de Hahn em Berlim. Lise Meitner e seu sobrinho, o físico Otto Robert Frisch, publicaram a explicação física do processo em fevereiro de 1939 e nomearam o processo fissão nuclear. Logo depois, Fermi postulou que a fissão do urânio pode liberar nêutrons suficiente para sustentar uma reacção de fissão. A confirmação desta hipótese veio em 1939 e, posteriormente, o trabalho levou a concluir que, em média, cerca de 2,5 nêutrons são liberados por cada fissão de U-235, um raro isótopo de urânio, trabalham ainda que o mais comum isótopo do urânio-238 pode ser transmutado em plutônio, que, como o urânio-235, também é fissionável por nêutrons térmicos. Essas descobertas levaram vários países para começar a trabalhar no desenvolvimento de armas nucleares e energia nuclear (ver: Programa japonês de armas nucleares e Projeto de energia nuclear alemão). Em 1942 outra equipe liderado por Enrico Fermi, conseguiu obter a primeira reação em cadeia artificial.
Em 1945 a primeira bomba atômica usada em Guerra e também a primeira bomba de urânio, o Little Boy, foi usado em Hiroshima, contra o Japão, na Segunda Guerra Mundial gerando 15 quilotons de TNT, após essa bomba poucas outras bombas foram feitas de uranio puro, como por exemplo a W9 que rendeu o mesmo que o Little Boy mas era bem menor.

### Tuballoy e Oralloy
Durante o Projeto Manhattan teve-se a necessidade de sigilo, então os termos chave durante a pesquisa para criar armas nucleares foram codificados, o urânio empobrecido recebeu a alcunha de Tuballoy, ja o urânio enriquecido, recebeu a alcunha de Oralloy em referência a Oak Ridge, o local onde o urânio era enriquecido, esses termos ainda hoje são largamente utilizados.

## Características principais

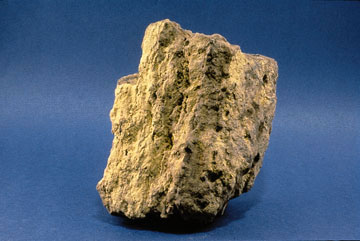
Minério de urânio

Quando refinado o urânio é branco metálico, com uma radioatividade ligeiramente maior que a do aço, fortemente eletropositivo e pobre condutor elétrico. É maleável, ductil e levemente paramagnético, fica muito denso, sendo 70% mais denso que o chumbo e pouco menos denso que o ouro. O urânio metálico reage com todos os elementos não metálicos e seus respectivos compostos, a reatividade aumenta com a temperatura. Ácido clorídrico e ácido nítrico corroem o urânio, mas o ácidos não oxidantes o dissolvem muito lentamente, quando dissolvido pode reagir com água fria, se exposto ao ar ele forma uma escura camada de dióxido de urânio.
O urânio é o último elemento químico natural da tabela periódica. É o átomo com o núcleo mais pesado que existe naturalmente na Terra: contem 92 prótons e 135 a 148 nêutrons. Quando puro, é um sólido, metálico e radioativo, muito duro e denso, de aspecto cinza a branco prateado, muito semelhante à coloração do níquel.
Pensava-se que a uraninita era um minério de zinco, ferro ou tungstênio. No entanto, Klaphroth, em 1789, comprovou a existência de uma "substância semi-metálica" nesse minério. Chamou ao metal "urânio" em honra à descoberta feita por Herschel em 1781 do planeta Urano. Mais tarde, Péligot provou que Klaphroth apenas tinha conseguido isolar o óxido e não o metal e em 1842 conseguiu isolar o urânio metálico. O urânio foi o primeiro elemento no qual se descobriu a propriedade da radioatividade. Esta descoberta foi feita por Antoine Henri Becquerel em 1896.

## Propriedades

### Propriedades físicas
Muito pesado e denso, branco prateado com brilho metálico brilhante. Em sua forma pura é um pouco mais suave do que o aço, dúctil, flexível, tem uma pequena propriedade paramagnética. o urânio têm três formas alotrópicas: alfa, prismáticos, estável até 667,7 °C, beta, quadrado, estável de 667,7 °C a 774,8 °C, Gama, com um corpo centrado e estrutura cúbica, 774,8 °C é ponto de fusão da forma alotrópica gama:
- α(ortorrômbica) estável até ±660 °C
- β(tetragonal) estável a partir de ±660 °C a ±760 °C
- γ(corpo centrado cúbico) de ponto de fusão de ±760 °C, é o estado mais maleável e dúctil.

### Propriedades químicas

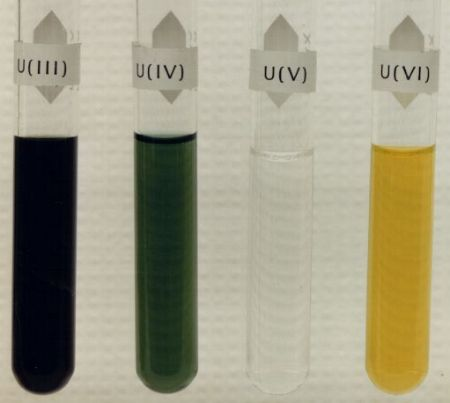
Valências III (roxo), IV (verde), V (instável) e VI (amarelo) do urânio

O urânio tem uma grande afinidade com elementos não metálicos, como nitrogênio, carbono, enxofre e principalmente com o oxigênio, e na presença deste pode se inflamar instantaneamente formando óxidos, o mesmo efeito pode ser obtido com o plutônio que também tem a mesma afinidade com elementos não metálicos.
Esta afinidade com não metais, fez com que este se ligasse rapidamente com elementos leves, formando uma molécula com leveza ligeiramente maior que níquel e ferro, isso o salvou de ser levado ao núcleo da terra durante a atração gravitacional. Ele possui quatro possíveis estados de valência: III, IV, V e VI. As valências IV e VI são as mais comuns em minerais. Os ions uranila ({\displaystyle {\begin{smallmatrix}\mathrm {UO_{2}^{2+}} \end{smallmatrix}}}), dissolvem muito bem em ácidos, como por exemplo ácido nítrico e acido fluoridríco, sais de uranila quando em nitrato de uranila dissolvem. A equação para a dissolução do íon uranilo em sal de uranila em ácido nítrico é:
{\displaystyle \mathrm {UO_{2}^{2+}+2NO_{3}^{-}\to UO_{2}(NO_{3})_{2}} }
O urânio consegue comportar ate ligações tetravalentes, ele geralmente consegue arrancar átomos de hidrogênio de sais, soluções e minerais de metais como: mercúrio, prata, cobre, estanho, platina e ouro.

### Fissão
Em 1934, Enrico Fermi e os seus colaboradores observaram que o bombardeamento de urânio com nêutrons, produzia emissão de partículas beta. Esta reação só seria explicada em 1938, por Otto Hahn e Fritz Strassmann. Estes investigadores concluíram que o urânio bombardeado com nêutrons dava origem a isótopos de elementos mais leves, como o criptônio ou o bário, por fissão do seu núcleo, liberando-se uma grande quantidade de energia. Entretanto, Fermi sugeriu que a fissão produzia novos nêutrons que poderiam originar novas fissões noutros núcleos e assim tornar a reação autossustentada. Este fato foi comprovado por F. Joliot, Leo Szilard e H.L. Anderson, em 1939.
A primeira reação nuclear de fissão autossustentada foi realizada por Fermi, na Universidade de Chicago, em dezembro de 1942. Para tal, Fermi e os seus colaboradores, utilizaram 400 toneladas de grafite, seis toneladas de urânio e 58 toneladas de óxido de urânio.
O primeiro teste de uma arma nuclear baseada na fissão do plutônio foi realizado em Alamogordo, Novo México, em 16 de julho de 1945, só depois em 6 de agosto de 1945 que a primeira bomba baseada na fissão do urânio foi detonada em Hiroshima, Japão.

## Ocorrência

### Mineração

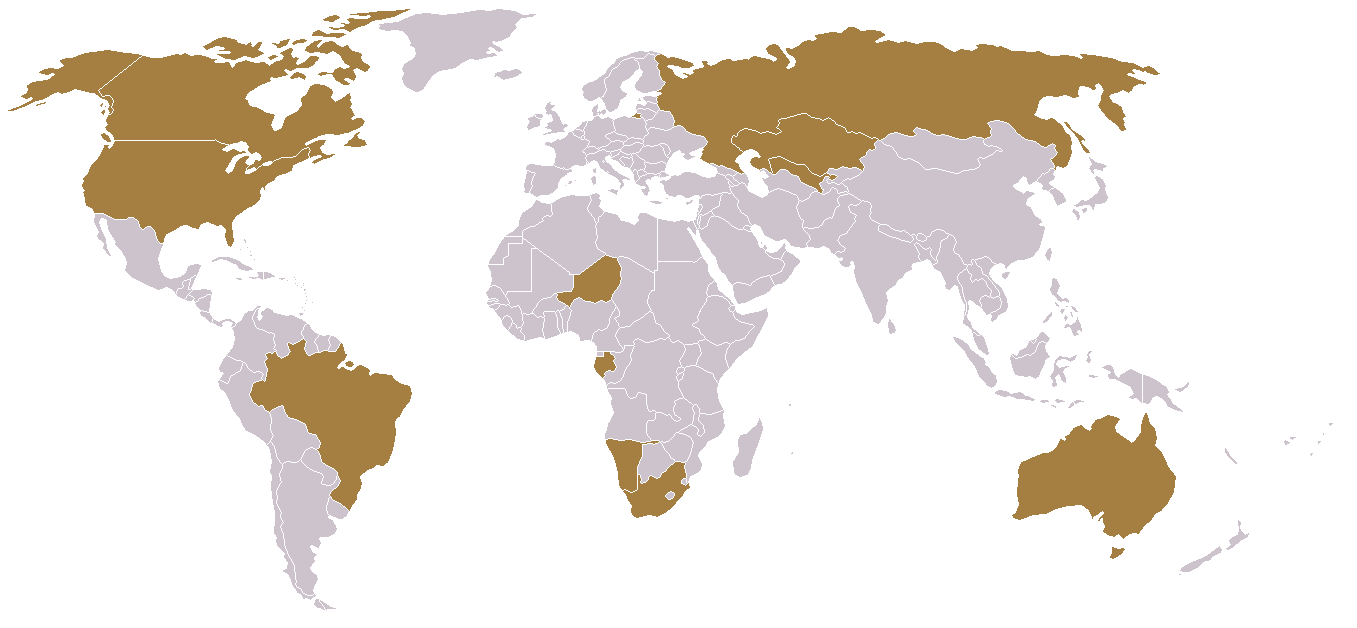
Países produtores de urânio

A exploração do urânio começou nos Estados Unidos, no início do século XX, embora a primeira extração de urânio para fins econômicos tenha ocorrido na República Checa, no fim do século XIX, o urânio era extraído, para depois poder extrair do urânio, o elemento altamente radioativo, rádio, o rádio era então impregnado em tintas fluorescentes para ponteiros de relógios e outros instrumentos, como também para ser utilizado na medicina.
O aumento da demanda do urânio ocorreu depois da Segunda Guerra Mundial, onde os Estados Unidos compravam urânio do Congo (até então colônia da Bélgica) e do Canadá para poder aumentar o número de suas armas nucleares, as minas do Congo tinham bem mais urânio que as minas dentro do próprio território dos E.U.A.
A União Soviética explorava a largos passos as suas minas de urânio que se encontravam principalmente onde hoje é o Cazaquistão, para seu programa nuclear emergente, como as minas dos E.U.A, elas não tinham tanto urânio, mas conseguiram criar uma autossuficiência ao suprir a demanda do país. Em muitas usinas nucleares na Europa e Rússia está ocorrendo um re-enriquecimento do urânio, no qual o urânio empobrecido será enriquecido novamente retirando mais U-235.
Países que mais extraíram urânio em 2005
| Pais           | Produção em 2005 |
| -------------- | ---------------- |
| Canadá         | 11 410           |
| Austrália      | 9 044            |
| Cazaquistão    | 4 020            |
| Rússia         | 3 570            |
| Estados Unidos | 1 249            |
| Ucrânia        | 920              |
| China          | 920              |

Mineração por pais em toneladas de urânio em 2009
| Pais        | Produção em 2009 |
| ----------- | ---------------- |
| Cazaquistão | 13 500           |
| Canadá      | 9 934            |
| Austrália   | 8 022            |

Em 1972 foram descobertas em uma mina de urânio em Oklo, no Gabão, fortes evidências de que um reator natural de fissão operou espontaneamente no local há cerca de 2 bilhões de anos atrás.

### Reservas Brasileiras

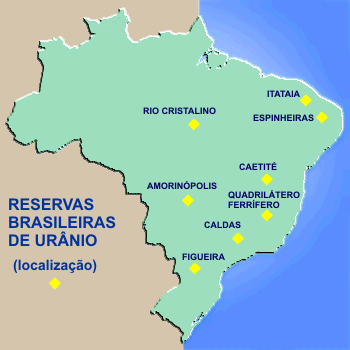
Principais ocorrências de urânio no Brasil

O Brasil, segundo dados oficiais das Indústrias Nucleares do Brasil, ocupa a sexta posição no ranking mundial de reservas de urânio (por volta de 309 000t de {\displaystyle U_{3}O_{8}}). Segundo a empresa, apenas 25% do território nacional foi objeto de prospecção, e as duas principais reservas são a de Caetité (mina Lagoa Real), e a de Santa Quitéria.
Descoberta em 1976, a mina de Caetité é feita a céu aberto, numa das 33 ocorrências localizadas numa faixa com cerca de 80 km de comprimento por 30 a 50 km de largura. Localizada a 20 km da sede do município, o complexo instalado produz um pó do mineral, conhecido por yellow cake. Esta reserva possui um teor médio de 3 000 ppm (partes por milhão), capaz de suprir dez reatores do porte de Angra 2 durante toda sua vida útil.

### Distribuição em minerais
Encontram-se vestígios de urânio em quase todas as rochas sedimentares da crosta terrestre, embora este não seja muito abundante em depósitos concentrados. O minério de urânio mais comum e importante é a uraninita, composta por uma mistura de {\displaystyle UO_{2}} com {\displaystyle U_{3}O_{8}}. O maior depósito do mundo de uraninita situa-se nas minas de Leopoldville no Congo, na África. Outros minerais que contêm urânio são a euxenita, a carnotita, a branerita, a torbernite e a coffinita, o urânio se encontra na porcentagem de 3 µg por litro na água do mar. Na crosta terrestre o urânio não passa de 0,0003% ou 3 ppm (partes por milhão) de toda a crosta.
| Мineral      | Estrutura basica do mineral                           | porcentagem de urânio(%) |
| ------------ | ----------------------------------------------------- | ------------------------ |
| Pechblenda   | UO2, UO3 + ThO2, CeO2                                 | 65-74%                   |
| Carnotita    | K2 (UO2)2 (VO4)2 · 2H2O                               | ~50%                     |
| Kasolite     | PbO2 · UO3 · SiO2 · H2O                               | ~40%                     |
| Samara       | (Y, Er, Ce, U, Ca, Fe, Pb, Th) · (Nb, Ta, Ti, Sn)2 O6 | 3,15-14%                 |
| Brunner      | (U, Ca, Fe, Y, Th)3Ti5O15                             | 40%                      |
| Tyuyamunit   | CaO · 2UO3 · V2O5 · nH2O                              | 50-60%                   |
| Tseynerit    | Cu(UO2) 2 (AsO4)2 · nH2O                              | 50-53%                   |
| Autunita     | Ca(UO2)2 (PO4) 2 · nH2O                               | ~50%                     |
| Shrekingerit | Ca3NaUO2(CO3)3SO4(OH) · 9H2O                          | 25%                      |
| Uranofan     | CaO·UO2 · 2SiO2 · 6H2O                                | ~57%                     |
| Fergusonite  | (Y, Ce)(Fe, U)(Nb, Ta)O4                              | 0,2-8%                   |
| Thorbun      | Cu(UO2)2(PO4)2 · nH2O                                 | ~50%                     |
| Caixão       | U(SiO4)(OH)4                                          | ~50%                     |

### Dentro das águas naturais e do mar
As concentrações de urânio nas águas ″naturais″ são as seguintes:
- A água do mar: 3,3 µg/L[12]
- O Rio Ródano: 0,56 µg/L (total anual = 29 toneladas)
- O Rio Indo: 4,94 µg/L
- O Ganges: 7 µg/L
- O Huang He: 7,5 µg/L

Fontes de água:
- Água de Badoit: 58 µg/L à fonte, 5,45 µg/L após tratamento[13]
- Água de Vichy: 20 µg/L

O limite estabelecido pela OMS para a presença de urânio em água potável foi fixado em 2011 em até 15 µg/L, Em seguida em 2011 a quarta edição de "Directives pour la qualité de l'eau de boisson" a fixou em à 30 µg/l.

## Síntese química dos fluoretos de urânio
Duas etapas são necessárias à síntese:
- O refinamento :
  1. O mineral de urânio pulverizado, Yellowcake é dissolvido no ácido nítrico, formando uma solução de nitrato de uranilo UO2(NO3)2.
  2. Eventualmente ela é filtrada.
  3. O nitrato de uranilo puro é obtido pela extração por solvente, com uma solução de TBP.

Essa etapa permite obter um nitrato de uranilo UO2(NO3)2 de grande pureza (>99,95 %).
- A conversão nela:
  1. Precipitação do nitrato de uranila pelo amoníaco gasoso para obter diuranato de amônio (NH4)2U2O7 (DUA),
  2. Calcinação do diuranato de amônio à 400 °C, para produzir o UO3,
  3. Redução do UO3, pelo hidrogênio para obter o UO2,
  4. Hidrofluoração do UO2, pelo ácido fluorídrico HF em um forno para produzir o tetrafluoreto de urânio UF4,
  5. Redução do UF4 com o cálcio para finalmente obter o metal puro.

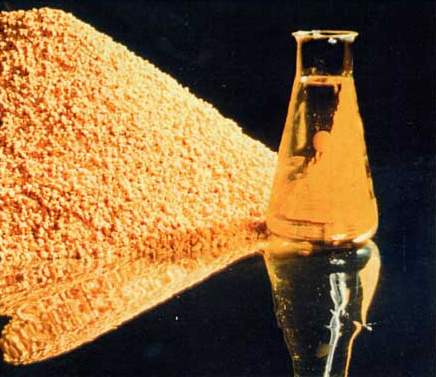
Yellowcake + nitrato da uranilo
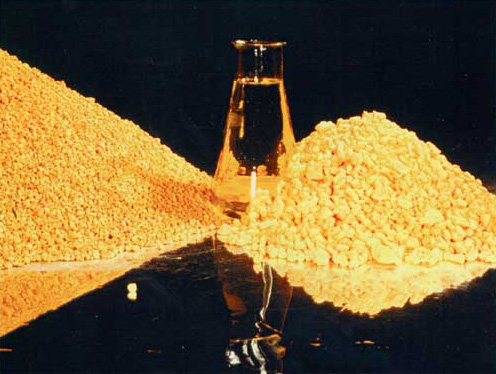
+ Diuranato
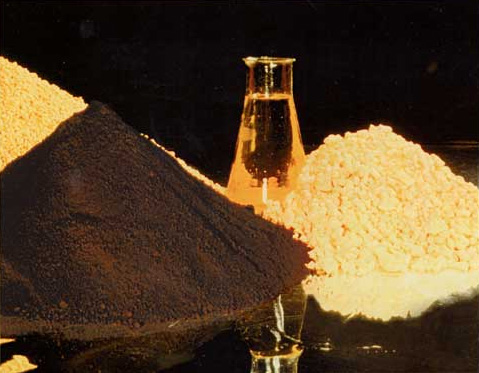
+ Dióxido de urânio
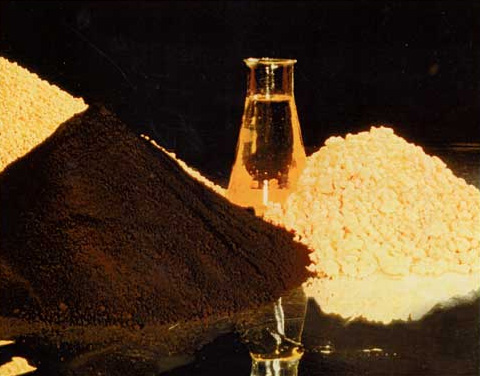
+ UF4

## Aplicações

### Civil e exploração espacial
Antes do advento da energia nuclear, o urânio tinha um leque de aplicações muito reduzido. Era utilizado em fotografia e nas indústrias de cabedal (fabricação de peças de couro e sola) e de madeira. Os seus compostos usavam-se como corantes e mordentes (fixadores de cor) para a seda e a lã.
No entanto, a aplicação mais importante do urânio é a energética. Com este fim, utilizam-se apenas três isótopos do elemento (U-234, U-235 e U-238), com mecanismos de reação ligeiramente diferentes, embora o mais utilizado seja o U-235. Na produção de energia nuclear há uma reação de fissão autossustentada, que ocorre em um reator, normalmente imerso num tanque com uma substância moderadora e refrigerante - água. A água é aquecida e vaporizada pelo reator, passando em seguida por turbinas que acionam geradores, para assim produzir energia elétrica.
O U-238 quando bombardeado por um deutério se torna Pu-238 através de uma série de decaimentos betas, emissões de nêutrons tendo vários átomos intermediários como o U-239 e Np-239.
O plutônio-238 foi sintetizado por Glenn Seaborg e colaboradores em 1941 pelo bombardeio de núcleos de urânio-238 por deutério, produzindo Np-238 que sofre um decaimento beta negativo tendo como resultado final um átomo de Pu-238, sendo esta a primeira amostra de plutônio artificial do mundo.
{\displaystyle {}_{1}^{2}\mathrm {D} +{}_{\ 92}^{238}\mathrm {U} \to {}_{\ 93}^{240}\mathrm {Np} ^{*}\to 2\ {}_{0}^{1}\mathrm {n} +(\ {}_{\ 93}^{238}\mathrm {Np} \to {}_{\ 94}^{238}\mathrm {Pu} +\mathrm {e} ^{-}+{\bar {\nu _{\mathrm {e} }}}\ )}
ou em uma equação mais simples:
{\displaystyle \mathrm {^{238}_{\ 92}U\ +\ _{1}^{2}D\ \longrightarrow \ _{\ 93}^{238}Np\ +\ 2\ _{0}^{1}n\quad ;\quad _{\ 93}^{238}Np\ {\xrightarrow[{2.117\ d}]{\beta ^{-}}}\ _{\ 94}^{238}Pu} }
Estes reatores nucleares de fissão e decaimento radioativo podem ser bastante compactos, sendo utilizados na propulsão de submarinos, navios de guerra e em algumas sondas espaciais como as dos programas das sondas Cassini-Huygens, Voyager e Pioneer.
Outros usos do urânio incluem:
- Isótopos de urânio podem ser empregados na radioterapia, dentro da medicina nuclear, apesar de dar preferência a radioisótopos de outros elementos;
- A datação de rochas ígneas, e outras formas de datação, através da quantidade de uranio-238 que estas contem, sendo que a meia-vida do U-238 é de 4,5 bilhões de anos, uma rocha que tem menos urânio que outra é mais antiga que outra com maior quantidade deste elemento;
- O nitrato de urânio é usado na fotografia;
- Na química o urânio é utilizado como catalisador em muitas reações químicas;
- Fertilizantes a base de fosfatos tem taxas altas de urânio.

### Militar

A avançada ogiva W88 utiliza urânio-235

O urânio enriquecido é utilizado como material físsil em armas nucleares, podendo tanto ser utilizado no secundário como no primário de bombas termonucleares, o urânio empobrecido por vezes é colocado nos secundários para que possa sofrer fissão por nêutrons energéticos aumentando o rendimento da arma, a primeira bomba atômica utilizado em guerra foi o Little Boy usada durante a Segunda Guerra Mundial, a outra bomba: o Fat Man utilizava plutônio-239 como o material físsil.
Por suas combinações de alta dureza, alta massa específica (17,3 gramas por centímetro cúbico) e alto ponto de fusão (1132 °C), o urânio também é utilizado na fabricação de projéteis de armas de fogo em substituição ao chumbo, cujas características são: densidade específica de 11,3 g/cm³, baixa temperatura de fusão (327 °C) e baixa dureza (1,5 na escala de Mohs). A utilização do urânio em projéteis de armas de fogo apresenta grandes vantagens técnicas em relação ao chumbo, mas expõe os soldados a um nível elevado de radiação, projeteis de uranio empobrecido foram utilizados durante as guerras do Golfo Persico e das balcãs.
O urânio-238 entra novamente como fonte de isótopos de plutônio, se o U-238 é bombardeado por um nêutron e se torna urânio-239, este sofre um decaimento beta negativo para se tornar netunio-239 (intermediário) que sofre outro decaimento beta, também negativo, para finalmente termos o Pu-239 como produto final, sendo largamente produzido dessa forma em reatores nucleares. A seguir a equação que expressa a produção do Pu-239 a partir de U-238:
{\displaystyle \mathrm {^{238}_{\ 92}U\ +\ _{0}^{1}n\ \longrightarrow \ _{\ 92}^{239}U\ {\xrightarrow[{23.5\ min}]{\beta ^{-}}}\ _{\ 93}^{239}Np\ {\xrightarrow[{2.3565\ d}]{\beta ^{-}}}\ _{\ 94}^{239}Pu} }
O Pu-239 é largamente utilizado como o material físsil para armas nucleares, sendo o preferido para se utilizar em Fossos de bombas atômicas ou de primários em bombas de hidrogênio, dentro da indústria bélica.

## Compostos

### Óxidos

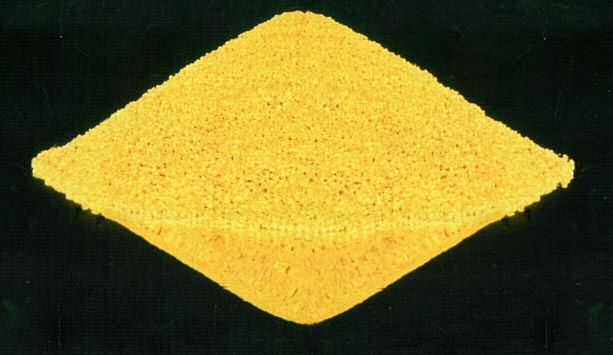
O octóxido de triurânio ou yellowcake tem a cor amarelada

O yellowcake ou octóxido de urânio é o principal óxido do urânio, seu uso remonta ao Projeto Manhattan, até os dias de hoje, onde é quebrado para gerar urânio metálico em grandes fábricas, com a formula química U3O8, no qual dois átomos de urânio apresentam nox +6 enquanto que o outro apresenta nox +4, podendo ser representado também por UO2.2UO3. O dióxido de urânio (UO2) é encontrado naturalmente em minerais de urânio como a pechblenda, carnotita, Tseynerit, Autunita, Uranofan e Thorbun, artificialmente o dióxido de urânio é obtido ao aquecer trióxido de urânio a 700 graus celsius junto a hidrogênio, fazendo um átomo de oxigênio se desprender do composto e se ligar a dois hidrogênios para formar água.
O trióxido de urânio (UO3) é outro composto do elemento encontrado de forma abundante naturalmente entra os minerais de urânio como a pechblenda, Kasolite, e Tyuyamunit.
vários outros óxidos de menor importância do urânio como o pentóxido de urânio (UO5), óxido de uranio (U2O3), tetróxido de urânio (UO4) e hexóxido de urânio (UO6).(alguns desses compostos, como o UO6, o UO4 e o UO5 são peróxidos do elemento).

### Hidretos, carbonetos e nitretos
O urânio metálico se aquecido a 250-300 graus junto ao hidrogênio ira se ligar a ele formando hidreto de urânio(UH3).
Carbonetos do urânio incluem monocarbeto de urânio (UC), dicarbeto de urânio ( UC2), e tricarbeto de diurânio ( U2C3), carbonetos são obtidos aquecendo urânio puro ou monocarbeto de urânio com carbono. Os nitretos de urânio são obtidos aquecendo o metal com nitrogênio, exemplos incluem: mononitreto de urânio (UN), dinitreto de urânio (UN2), e trinitreto de diurânio (U2N3).

### Halogenetos

Diagrama do hexaflureto de urânio

Todos os fluoretos de urânio são criados usando tetrafluoreto de urânio (UF4); UF4 é preparado por hidrofluoração de dióxido de urânio(UO2).A redução do UF4 com o hidrogênio a 1000 °C produz trifluoreto de urânio (UF3). Sob as condições certas de temperatura e pressão, a reação de sólidos UF4 com gás hexafluoreto de urânio (UF6) pode formar a fluoretos intermediários como U2F9, U4F17 e UF5.
Na temperatura ambiente, UF6 tem uma elevada pressão de vapor, tornando-o útil para a difusão gasosa, processo para separar o urânio-235 do comum isótopo urânio-238. Este composto pode ser preparado a partir de dióxido de urânio e hidreto de urânio pelo processo seguinte:
- UO2 + 4HF → UF4 + 2 H2O (500 °C, endotérmico)
- UF4 + F2 → UF6 (350 °C, endotérmico)

O resultado UF6, um sólido branco, é altamente reativo (por fluoração), facilmente sublima (emitindo um gás de vapor quase perfeito), e é o composto mais volátil do urânio conhecido.
Um método de preparação de tetracloreto de urânio (UCl4) é reagir diretamente o metal ou o hidreto UH3 com gás cloro. A redução da UCl4 por hidrogênio produz tricloreto de urânio (UCl3), enquanto que os cloretos de urânio em estados de oxidação mais elevados são preparados por reação com cloro adicional. Todos os cloretos de urânio reage com a água e o ar. Brometos e iodetos de urânio são formados pela reação direta de, respectivamente, bromo e iodo com urânio ou adicionando UH3 para os ácidos HBr e HI. Exemplos conhecidos são: UBr3, UBr4, UI3 e UI4. Oxi-haletos de urânio são solúveis em água e incluem UO2F2, UOCl2, UO2Cl2, e UO2Br2.

## Toxicidade a organismos
O urânio produz envenenamento de baixa intensidade (por inalação ou absorção pela pele), com efeitos colaterais, tais como: náusea, dor de cabeça, vômito, diarreia e queimaduras. Atinge o sistema linfático, sangue, ossos, rins e fígado.
Seu efeito no organismo é cumulativo, o que significa que o mineral, por não ser reconhecido pelo ser vivo, não é eliminado, sendo paulatinamente depositado, sobretudo nos ossos, o mesmo ocorre com o plutônio que se deposita na medula espinhal. A exposição à radiação pode provocar o desenvolvimento de cânceres. Entre os trabalhadores das minas, são frequentes os casos de câncer de pulmão.
O uso de urânio empobrecido também é apontado como possível causa da síndrome da Guerra do Golfo, que afetou soldados americanos e britânicos que participaram da Guerra do Golfo, em 1991. Mais de dez mil veteranos tiveram doenças misteriosas como também seus primogênitos concebidos depois do serviço de seus pais na Guerra do Golfo.
Pessoas que vivem em áreas próximas às minas em que os minerais de urânio são extraídos podem ser expostos a altos níveis de radioatividade, devido à produção de um pó fino e gás radão que são transportados pelos ventos das zonas circundantes.
Pela mesma razão, sem ventilação adequada, os mineiros são expostos a um risco elevado de contrair câncer ou outras doenças pulmonares muito graves. Mesmo usando água nas minas para o processamento do minério pode tornar-se um veículo de contaminação de áreas próximas. Pesquisa realizada em 2005, do Arizona Cancer Center, a pedido da Nação Navajo, mostrou que em algumas minas de urânio, eles encontraram a capacidade mutagênica desse elemento, que é capaz de penetrar no núcleo da célula e se ligar quimicamente ao DNA, modificando-o e causando erros na produção de proteínas, e fazer as células ficarem em estado pré-cancerigenas.
O urânio não é absorvível pela pele, porém ele emite partículas alfa, beta e gama (quando crítico) que penetram na pele; o que torna o urânio, fora do corpo, muito menos perigoso do que quando inalado ou ingerido. Uma pessoa fica exposta naturalmente ao urânio, diariamente, pela inalação ou ingestão de poeiras, alimentos e água. Estima-se que a ingestão diária não passa de 0,7 a 1,1 microgramas de urânio por dia.
| Estudo de 2004 sobre a intoxicação e efeitos do urânio via ingestão | Estudo de 2004 sobre a intoxicação e efeitos do urânio via ingestão                                                                                 | Estudo de 2004 sobre a intoxicação e efeitos do urânio via ingestão                                                                                   | Estudo de 2004 sobre a intoxicação e efeitos do urânio via ingestão |
| Sistema do corpo                                                    | Estudo em humanos | Estudo em animais | In vitro                                                            |
| ------------------------------------------------------------------- | --- | --- | ------------------------------------------------------------------- |
| Renal                                                               | Altos níveis de excreção de proteínas, produção de urina e catalisa urinária.                                                                       | O dano aos túbulos contorcidos proximais, as células necróticas são emitidas a partir do epitélio tubular, mudanças glomerulares                      | Não há estudos                                                      |
| Cérebro / CNS                                                       | Diminuição das capacidades neurológicas em testes.                                                                                                  | Toxicidade aguda colinérgica; dependendo da acumulação no córtex mesencéfalo, mudanças electrofisiológicos no hipocampo                               | Não há estudos                                                      |
| Mutações no DNA, causando cânceres \| tipos de câncer               | Mutacidade na urina e indução de tumores aumentaram.                                                                                                | Células binucleadas /com micronúcleos, inibição da cinética do ciclo celular e uma proliferação, a indução das cromáticas irmãs, fenótipo oncogénico. |                                                                     |
| Ósseo ou muscular                                                   | Não há estudos | A inibição da formação óssea periodontal, e da cicatrização dos alveolos                                                                              | Não há estudos                                                      |
| Reprodutivo                                                         | Algumas deficiências constatadas em mineradores | Vacuolização moderada e severa da atrofia tubular focal, de células de Leydig.                                                                        | Não há estudos                                                      |
| Pulmões / respiratório                                              | No há efeitos de saúde adversos | Grave congestão nasal e hemorragia, lesões pulmonares e fibrosas, endemia e inflamação, às vezes câncer de pulmão                                     | Não há estudos                                                      |
| Gastrointestinais                                                   | Vômito, diarréia, albuminúria, | Não há estudos | Não há estudos                                                      |
| Fígado                                                              | Não há efeitos observados nas doses de exposição | Necrose na gordura do fígado | Não há estudos                                                      |
| Pele                                                                | Não há dados disponíveis para avaliação | Células inflamadas vacuolado epidérmica, os danos para folículos pilosos e glândulas sebáceas                                                         | Não há estudos                                                      |
| Tecidos ao redor do urânio empobrecido                              | Concentrações elevadas de urânio na urina | Concentrações elevadas de urânio na urina, perturbações bioquímicas e testes neuropsicológicos                                                        | Não há estudos                                                      |
| Sistema Imunológico                                                 | Fadiga crônica, erupções cutâneas, infecções de ouvido e de olho, perda de cabelo e peso. Efeitos similares podem ser obtidos com produtos químicos | Não há estudos | Não há estudos                                                      |
| Olhos                                                               | Não há estudos | Conjuntivite, irritações da inflamação, endemia, ulceração dos sacos conjuntivos                                                                      | Não há estudos                                                      |
| Sangue                                                              | Não há estudos | Diminuição da contagem dos glóbulos vermelhos e da concentração da hemoglobina                                                                        | Não há estudos                                                      |
| Cardiovascular                                                      | Miocardite derivada da ingestão do urânio, que terminou 6 meses apos a ingestão                                                                     | Não há efeitos | Não há estudos                                                      |

## Isótopos
Por causa da grande massa do urânio, todos os seus isótopos são radioisótopos, pois o tamanho do núcleo desses átomos é grande demais para a interação nuclear forte mantê-lo unido. Isso faz com que a repulsão eletromagnética entre os prótons acabe por eventualmente destruir o átomo. O mais estável é o U-238 e o mais instável é o U-236. Somente três isótopos são encontrados naturalmente, o 238U é o isótopo dominante representando cerca de 99,2742% de todo o urânio natural, um percentual bem maior que a de demais isótopos naturais, o U-235 ocorre em uma porcentagem bem menor, 0,7204% de todo o urânio natural, mas às vezes a massa de urânio natural consegue sustentar uma reação em cadeia criando reatores naturais, o U-234 ocorre em traços na diminuta porcentagem de 0,0054% de todo o urânio, ele produzido pelo decaimento do urânio-238.
A seguir os principais isótopos do urânio.
- Urânio-238, empregado largamente na produção de Pu-239 para as armas nucleares, Pu-238 para RTGs, ele também é muito utilizado como projeteis.
- Urânio-235 é utilizado em armas nucleares e reatores devido a sua propriedade de virar U-236 e sofrer fissão logo em seguida se atingido por um nêutron, isótopo físsil.
- Urânio-234, o urânio-234 não é utilizado nem em armas nucleares nem em reatores pois não é físsil, mas se bombardeado por um nêutron se torna U-235 ideal para ser utilizados nos exemplos já citados, é produzido naturalmente por uma série de decaimentos iniciados com o decaimento do U-238, veja a equação:

{\displaystyle \mathrm {^{238}_{\ 92}U\ {\xrightarrow[{4,468\ Mrd.\ a}]{\alpha }}\ _{\ 90}^{234}Th\ {\xrightarrow[{24,10\ d}]{\beta ^{-}}}\ _{\ 91}^{234}Pa\ {\xrightarrow[{70,2\ s}]{\beta ^{-}}}\ _{\ 92}^{234}U} }
- Urânio-233, por ser físsil como o urânio-235 ele também pode ser empregado como material físsil em armas nucleares, além disso, a fissão de um átomo de U-233 rende mais que a do U-235. Nos reatores nucleares ele é produzido quando o tório-232 absorve um nêutron e torna-se tório-233, este que tem uma meia-vida de apenas 22 minutos. O Tório-233 decai em Protactínio-233 por decaimento beta. o Protactínio-233 tem uma meia-vida de 27 dias e decai em urânio-233.

{\displaystyle \mathrm {^{232}_{\ 90}Th\ +\ _{0}^{1}n\ \longrightarrow \ _{\ 90}^{233}Th\ {\xrightarrow[{22,3\ min}]{\beta ^{-}}}\ _{\ 91}^{233}Pa\ {\xrightarrow[{26,97\ d}]{\beta ^{-}}}\ _{\ 92}^{233}U} }
- Urânio-232, como o U-233 e U-235 também é físsil, e portanto pode ser utilizado em armas nucleares e reatores, mas pela dificuldade em sua obtenção, atualmente só é usado para o propósito de pesquisa de radionuclideos.

Nenhum isótopo do urânio é estável.

### Decaimento
O tempo de decaimento e forma de decaimento depende de isótopo para isótopo, isótopos comuns como urânio-238 e urânio-235, decaem através de uma emissão alfa, outros isótopos como U-232 e U-234 decaem através de captura eletrônica. A seguir, uma tabela com o modo de decaimento e meia vida dos isótopos e isômeros de urânio já encontrados até agora.
| nuclídeo | nome histórico               | Z(p)                            | N(n)                            | massa isotópica(u)              | meia-vida                 | modo(s) de decaimento | isótopo(s) filho(s) | spin nuclear | representante de composição isotópica (fração molar) | quantidade encontrada em meio natural (porcentagem) |
| nuclídeo | nome histórico               | energia (quando isômero apenas) | energia (quando isômero apenas) | energia (quando isômero apenas) | meia-vida                 | modo(s) de decaimento | isótopo(s) filho(s) | spin nuclear | representante de composição isotópica (fração molar) | quantidade encontrada em meio natural (porcentagem) |
| -------- | ---------------------------- | ------------------------------- | ------------------------------- | ------------------------------- | ------------------------- | --------------------- | ------------------- | ------------ | ---------------------------------------------------- | --------------------------------------------------- |
| 217U     |                              | 92                              | 125                             | 217.02437(9)                    | 26(14) ms [16(+21-6) ms]  |                       |                     | 1/2-#        |                                                      |                                                     |
| 218U     |                              | 92                              | 126                             | 218.02354(3)                    | 6(5) ms                   | α                     | 214Th               | 0+           |                                                      |                                                     |
| 219U     |                              | 92                              | 127                             | 219.02492(6)                    | 55(25) ms [42(+34-13) ms] | α                     | 215Th               | 9/2+#        |                                                      |                                                     |
| 220U     |                              | 92                              | 128                             | 220.02472(22)#                  | 60# ns                    | α                     | 216Th               | 0+           |                                                      |                                                     |
| 220U     | β+ (raro)                    | 92                              | 128                             | 220.02472(22)#                  | 60# ns                    | 220Pa                 |                     | 0+           |                                                      |                                                     |
| 221U     |                              | 92                              | 129                             | 221.02640(11)#                  | 700# ns                   | α                     | 217Th               | 9/2+#        |                                                      |                                                     |
| 221U     | β+ (raro)                    | 92                              | 129                             | 221.02640(11)#                  | 700# ns                   | 221Pa                 |                     | 9/2+#        |                                                      |                                                     |
| 222U     |                              | 92                              | 130                             | 222.02609(11)#                  | 1.4(7) us [1.0(+10-4) us] | α                     | 218Th               | 0+           |                                                      |                                                     |
| 222U     | β+ (10−6%)                   | 92                              | 130                             | 222.02609(11)#                  | 1.4(7) us [1.0(+10-4) us] | 222Pa                 |                     | 0+           |                                                      |                                                     |
| 223U     |                              | 92                              | 131                             | 223.02774(8)                    | 21(8) us [18(+10-5) us]   | α                     | 219Th               | 7/2+#        |                                                      |                                                     |
| 224U     |                              | 92                              | 132                             | 224.027605(27)                  | 940(270) us               | α                     | 220Th               | 0+           |                                                      |                                                     |
| 225U     |                              | 92                              | 133                             | 225.02939#                      | 61(4) ms                  | α                     | 221Th               | (5/2+)#      |                                                      |                                                     |
| 226U     |                              | 92                              | 134                             | 226.029339(14)                  | 269(6) ms                 | α                     | 222Th               | 0+           |                                                      |                                                     |
| 227U     |                              | 92                              | 135                             | 227.031156(18)                  | 1.1(1) min                | α                     | 223Th               | (3/2+)       |                                                      |                                                     |
| 227U     | β+ (.001%)                   | 92                              | 135                             | 227.031156(18)                  | 1.1(1) min                | 227Pa                 |                     | (3/2+)       |                                                      |                                                     |
| 228U     |                              | 92                              | 136                             | 228.031374(16)                  | 9.1(2) min                | α (95%)               | 224Th               | 0+           |                                                      |                                                     |
| 228U     | CE (5%)                      | 92                              | 136                             | 228.031374(16)                  | 9.1(2) min                | 228Pa                 |                     | 0+           |                                                      |                                                     |
| 229U     |                              | 92                              | 137                             | 229.033506(6)                   | 58(3) min                 | β+ (80%)              | 229Pa               | (3/2+)       |                                                      |                                                     |
| 229U     | α (20%)                      | 92                              | 137                             | 229.033506(6)                   | 58(3) min                 | 225Th                 |                     | (3/2+)       |                                                      |                                                     |
| 230U     |                              | 92                              | 138                             | 230.033940(5)                   | 20.8 d                    | α                     | 226Th               | 0+           |                                                      |                                                     |
| 230U     | FE (1.4×10−10%)              | 92                              | 138                             | 230.033940(5)                   | 20.8 d                    | (vários)              |                     | 0+           |                                                      |                                                     |
| 230U     | β+β+ (raro)                  | 92                              | 138                             | 230.033940(5)                   | 20.8 d                    | 230Th                 |                     | 0+           |                                                      |                                                     |
| 231U     |                              | 92                              | 139                             | 231.036294(3)                   | 4.2(1) d                  | CE                    | 231Pa               | (5/2)(+#)    |                                                      |                                                     |
| 231U     | α (.004%)                    | 92                              | 139                             | 231.036294(3)                   | 4.2(1) d                  | 227Th                 |                     | (5/2)(+#)    |                                                      |                                                     |
| 232U     |                              | 92                              | 140                             | 232.0371562(24)                 | 68.9(4) y                 | α                     | 228Th               | 0+           |                                                      |                                                     |
| 232U     | DC (8.9×10−10%)              | 92                              | 140                             | 232.0371562(24)                 | 68.9(4) y                 | 208Pb 24Ne            |                     | 0+           |                                                      |                                                     |
| 232U     | DC (5×10−12%)                | 92                              | 140                             | 232.0371562(24)                 | 68.9(4) y                 | 204Hg 28Mg            |                     | 0+           |                                                      |                                                     |
| 232U     | FE (10−12%)                  | 92                              | 140                             | 232.0371562(24)                 | 68.9(4) y                 | (vários)              |                     | 0+           |                                                      |                                                     |
| 233U     |                              | 92                              | 141                             | 233.0396352(29)                 | 1.592(2)×105 y            | α                     | 229Th               | 5/2+         |                                                      |                                                     |
| 233U     | FE (6×10−9%)                 | 92                              | 141                             | 233.0396352(29)                 | 1.592(2)×105 y            | (vários)              |                     | 5/2+         |                                                      |                                                     |
| 233U     | DC (7.2×10−11%)              | 92                              | 141                             | 233.0396352(29)                 | 1.592(2)×105 y            | 209Pb 24Ne            |                     | 5/2+         |                                                      |                                                     |
| 233U     | DC (1.3×10−13%)              | 92                              | 141                             | 233.0396352(29)                 | 1.592(2)×105 y            | 205Hg 28Mg            |                     | 5/2+         |                                                      |                                                     |
| 234U     | Urânio II                    | 92                              | 142                             | 234.0409521(20)                 | 2.455(6)×105 y            | α                     | 230Th               | 0+           | [0.000054(5)]                                        | 0.0050- 0.0059%                                     |
| 234U     | Urânio II                    | 92                              | 142                             | 234.0409521(20)                 | 2.455(6)×105 y            | FE (1.73×10−9%)       | (vários)            | 0+           | [0.000054(5)]                                        | 0.0050- 0.0059%                                     |
| 234U     | Urânio II                    | 92                              | 142                             | 234.0409521(20)                 | 2.455(6)×105 y            | DC (1.4×10−11%)       | 206Hg 28Mg          | 0+           | [0.000054(5)]                                        | 0.0050- 0.0059%                                     |
| 234U     | Urânio II                    | 92                              | 142                             | 234.0409521(20)                 | 2.455(6)×105 y            | DC (9×10−12%)         | 184Hf 26Ne 24Ne     | 0+           | [0.000054(5)]                                        | 0.0050- 0.0059%                                     |
| 234mU    |                              | 1421.32(10) keV                 | 1421.32(10) keV                 | 1421.32(10) keV                 | 33.5(20) ms               |                       |                     | 6-           |                                                      |                                                     |
| 235U     | Urânio actíneo Actino-Urânio | 92                              | 143                             | 235.0439299(20)                 | 7.04(1)×108 y             | α                     | 231Th               | 7/2-         | [0.007204(6)]                                        | 0.7198- 0.7207%                                     |
| 235U     | Urânio actíneo Actino-Urânio | 92                              | 143                             | 235.0439299(20)                 | 7.04(1)×108 y             | FE (7×10−9%)          | (vários)            | 7/2-         | [0.007204(6)]                                        | 0.7198- 0.7207%                                     |
| 235U     | Urânio actíneo Actino-Urânio | 92                              | 143                             | 235.0439299(20)                 | 7.04(1)×108 y             | DC (8×10−10%)         | 186Hf 25Ne 24Ne     | 7/2-         | [0.007204(6)]                                        | 0.7198- 0.7207%                                     |
| 235mU    |                              | 0.0765(4) keV                   | 0.0765(4) keV                   | 0.0765(4) keV                   | ~26 min                   | TI                    | 235U                | 1/2+         |                                                      |                                                     |
| 236U     |                              | 92                              | 144                             | 236.045568(2)                   | 2.342(3)×107 y            | α                     | 232Th               | 0+           |                                                      |                                                     |
| 236U     | FE (9.6×10−8%)               | 92                              | 144                             | 236.045568(2)                   | 2.342(3)×107 y            | (vários)              |                     | 0+           |                                                      |                                                     |
| 236m1U   |                              | 1052.89(19) keV                 | 1052.89(19) keV                 | 1052.89(19) keV                 | 100(4) ns                 |                       |                     | (4)-         |                                                      |                                                     |
| 236m2U   |                              | 2750(10) keV                    | 2750(10) keV                    | 2750(10) keV                    | 120(2) ns                 |                       |                     | (0+)         |                                                      |                                                     |
| 237U     |                              | 92                              | 145                             | 237.0487302(20)                 | 6.75(1) d                 | β-                    | 237Np               | 1/2+         |                                                      |                                                     |
| 238U     | Urânio I                     | 92                              | 146                             | 238.0507882(20)                 | 4.468(3)×109 y            | α                     | 234Th               | 0+           | [0.992742(10)]                                       | 99.2739- 99.2752%                                   |
| 238U     | Urânio I                     | 92                              | 146                             | 238.0507882(20)                 | 4.468(3)×109 y            | FE (5.45×10−5%)       | (vários)            | 0+           | [0.992742(10)]                                       | 99.2739- 99.2752%                                   |
| 238U     | Urânio I                     | 92                              | 146                             | 238.0507882(20)                 | 4.468(3)×109 y            | β-β- (2.19×10−10%)    | 238Pu               | 0+           | [0.992742(10)]                                       | 99.2739- 99.2752%                                   |
| 238mU    |                              | 2557.9(5) keV                   | 2557.9(5) keV                   | 2557.9(5) keV                   | 280(6) ns                 |                       |                     | 0+           |                                                      |                                                     |
| 239U     |                              | 92                              | 147                             | 239.0542933(21)                 | 23.45(2) min              | β-                    | 239Np               | 5/2+         |                                                      |                                                     |
| 239m1U   |                              | 20(20)# keV                     | 20(20)# keV                     | 20(20)# keV                     | >250 ns                   |                       |                     | (5/2+)       |                                                      |                                                     |
| 239m2U   |                              | 133.7990(10) keV                | 133.7990(10) keV                | 133.7990(10) keV                | 780(40) ns                |                       |                     | 1/2+         |                                                      |                                                     |
| 240U     |                              | 92                              | 148                             | 240.056592(6)                   | 14.1(1) h                 | β-                    | 240Np               | 0+           |                                                      |                                                     |
| 240U     | α (10−10%)                   | 92                              | 148                             | 240.056592(6)                   | 14.1(1) h                 | 236Th                 |                     | 0+           |                                                      |                                                     |
| 241U     |                              | 92                              | 149                             | 241.06033(32)#                  | 5# min                    | β-                    | 241Np               | 7/2+#        |                                                      |                                                     |
| 242U     |                              | 92                              | 150                             | 242.06293(22)#                  | 16.8(5) min               | β-                    | 242Np               | 0+           |                                                      |                                                     |

1. ↑  Abreviações:
DC: Decaimento Cluster
CE: Captura neutrônica
TI: transição isômera(Isomeria nuclear)
FE: Fissão espontânea
2. ↑  Em negrito e itálico estão isótopos quase estáveis(meia-vida maior que a idade do universo)
3. ↑  Usedo na datação tório-urânio
4. 1 2  Usado na datação urânio-urânio
5. ↑  Produto de decaimento intermediário do 238U
6. 1 2  radionuclídeo Primordial
7. 1 2  Usado na Datação urânio-chumbo
8. ↑  Importante em reatores nucleares

#### Família de decaimento do urânio-238
O urânio-238 forma uma das três únicas famílias de decaimento natural juntamente com o tório e actínio. A família começa quando o urânio-238 atinge sua meia vida e sofre um decaimento alfa, este torna-se tório-234, o tório-234 tem uma meia vida de apenas 24,6 dias e então sofre um decaimento beta se tornando protactínio-234, este tem a meia vida de 1,4 minutos, após este período sofre outro decaimento beta se tornando Pa-234m, este decai em Pa-234, e este em U-234, com uma meia vida de 270 000 anos permanece um bom tempo na natureza a ponto de ter alguns traços deste em meio a o urânio natural, sofrendo uma emissão alfa, ele se torna tório-230 (MV: 83 000 anos), que decai para rádio-226 (MV: 1 600 anos) e este para radônio-222 (MV:3,8 dias), polônio-218, astato-218, radônio-218, chumbo-214, bismuto-214, polônio-214, tálio-210, polônio-210 (MV: 140 dias), tálio-206 e finalmente em chumbo-206, que é produto final da extensa família de decaimento natural do urânio, encerrando o processo que dura bilhões de anos.
| Nuclídeo         | Modo de decaimento      | Meia-vida     | MeV         | Produto do decaimento      |
| ---------------- | ----------------------- | ------------- | ----------- | -------------------------- |
| 238U             | α                       | 4,5 bilhões a | 4,270       | Torio-234                  |
| tório-234        | β-                      | 24,6 d        | 0,273       | Protactinio-234m           |
| Protactinio-234m | β- 99,84 %              | 1,4 min       | 2,271 0,074 | Urânio-234 Protactinio-234 |
| Protactínio-234  | β-                      | 6,70 h        | 2,197       | Urânio-234                 |
| Urânio-234       | α                       | 245 500 a     | 4,859       | 230Th                      |
| Tório-230        | α                       | 75 380 a      | 4,770       | 226Ra                      |
| Radio-226        | α                       | 1 602 a       | 4,871       | 222Rn                      |
| Radônio-222      | α                       | 3,8235 d      | 5,590       | 218Po                      |
| Polônio-218      | α 99,98 % β- 0,02 %     | 3,10 min      | 6,115 0,265 | 214Pb 218At                |
| Astato-218       | α 99,90 % β- 0,10 %     | 1,5 s         | 6,874 2,883 | 214Bi 218Rn                |
| Radônio-218      | α                       | 35 ms         | 7,263       | 214Pb                      |
| Chumbo-214       | β-                      | 26,8 min      | 1,024       | 214Bi                      |
| Bismuto-214      | β- 99,98 % α 0,02 %     | 19,9 min      | 3,272 5,617 | 214Po 210Tl                |
| Polonio-214      | α                       | 0,1643 ms     | 7,883       | 210Pb                      |
| Tálio-210        | β-                      | 1,30 min      | 5,484       | 210Pb                      |
| Chumbo-210       | β-                      | 22,3 a        | 0,064       | 210Bi                      |
| Bismuto-210      | β- 99,99987% α 0,00013% | 5,013 d       | 1,426 5,982 | 210Po 206Tl                |
| Polônio-210      | α                       | 138,376 d     | 5,407       | 206Pb                      |
| Tálio-206        | β-                      | 4,199 min     | 1,533       | 206Pb                      |
| Chumbo-206       | –                       | estável       | –           | –                          |

- Nota: não considere Pa-234m e Pa-234 o mesmo isótopo, pois como é indicado o Pa-234m esta em um meta-estado, sendo portanto mais instável e diferente do Pa-234.

### Enriquecimento
Urânio enriquecido é o urânio cujo teor de urânio-235 foi aumentado, através de um processo de separação de isótopos. O urânio encontrado na natureza, sob a forma de dióxido de urânio (UO2), contém 99,284% do isótopo 238U; apenas 0,711% do seu peso é representado pelo isótopo 235U. Porém o 235U é o único isótopo existente físsil na natureza em proporções significativas.
Para provocar uma reação de fissão nuclear nos reatores de água pressurizada, é preciso dispor de um urânio que contenha entre 3% e 5% do isótopo 235 e em armas nucleares pelo menos 80% de enriquecimento, o aconselhável para armas nucleares porem é 90%. Ambos os isótopos, 235U e 238U, têm as mesmas propriedades químicas. A única diferença física entre eles são os três nêutrons que explicam uma pequena diferença de massa atômica. Existem variadas formas de enriquecimento:
- Separação electromagnéticaː

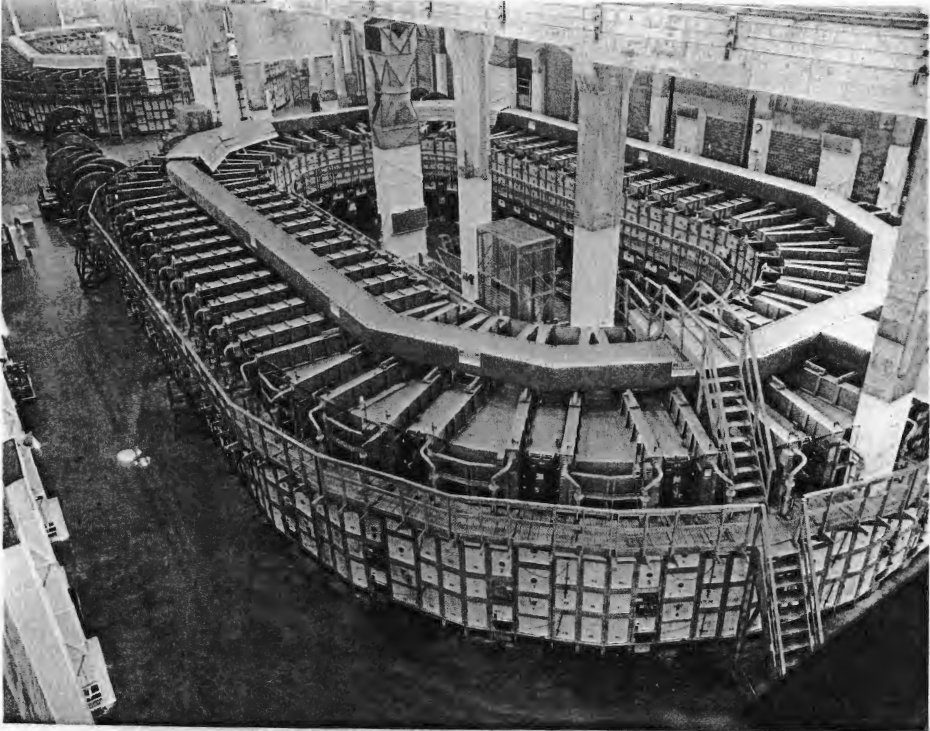
Calutron no Laboratório de Oak Ridge, provavelmente enriqueceu o urânio usado no Little Boy

  - O equipamento técnico para a separação eletromagnética é chamado Calutron e é na verdade uma versão ampliada do espectrômetro de massa. Ele separa os ions carregados eletricamente utilizando de um extenso campo magnético. O produto proporciona excelente capacidade de separação, mas sua eficácia prática é muito baixa. Ele é capaz de trabalhar apenas com baixas concentrações de íons muito divididos, que é ainda uma parcela considerável está perdido dentro de um bloco de divisão. Resultado, o consumo de energia necessária para produzir uma unidade quantidade de urânio enriquecido, maior do que a separação técnicas menos eficientes, mas mostram uma redução dos custos de energia.
- Difusãoː
  - Diferentes coeficientes de difusão de gases são freqüentemente usados para separar moléculas com diferentes massas de forma significativa. No caso de separação de compostos gasosos, como a diferença de massa entre U-238 e U-235 é de apenas três neutro, a diferença de massa entre as duas moléculas é também muito pequena e para obter um alto grau de separação é necessário repetir este procedimento por milhares de vezes. Utilizar o dispositivo inclui uma cascata de centenas de graus de separação, onde em cada uma delas dividida pelo gás através de uma barreira porosa, o que atrasa a moléculas mais leves e mais pesados de avançar nas cascatas um pouco mais rápido. Esta técnica foi utilizada para a preparação de material físsil para produzir urânio para bombas atômicas em primeiro lugar nos EUA. Da mesma forma, você também pode usar a diferença de coeficientes de difusão de moléculas dissolvidas no líquido. Aplicam-se aqui uma dependência similar como a difusão de gases e um grande problema econômico para a separação de urânio no presente caso é extremamente intensiva de energia, porque a tecnologia foi projetado para ser operado a temperaturas relativamente elevadas, nesta forma de separação o hexaflureto de uranio (UF6) é utilizado.
- A separação centrífugaː
  - A centrífuga de alta velocidade é capaz dividir a massa de moléculas baseadas em diferenças de momento angular de partículas em movimento. Este sistema funciona de forma bastante eficiente, mesmo para partículas relativamente grandes, com apenas ligeiras diferenças entre os materiais e sua eficácia depende principalmente da velocidade de rotação da centrífuga. Para separar isótopos de urânio, o sistema se desenvolveu nos anos 70 do século XX e é hoje uma importante fonte industrial de urânio enriquecido. Antes as máquinas geralmente usavam lâminas de aço, atingindo velocidades de cerca de 330 m/s (quase a velocidade do som), atualmente utiliza-se materiais de fibra de carbono chegando a 600 m/s (velocidade supersônica), a possibilidade teórica de usar as propriedades de Kevlar fornece o contexto para chegar a 1 100 m/s (aproximadamente 3 500 quilômetros por hora). Para a produção de material físsil de qualidade ainda é necessário o uso de centrífugas de cascata com processos repetidos várias centenas de milhares de vezes, mas a energia necessária ao processo é significativamente menor do que a separação de difusão dos isótopos.
- Laser ionizanteː
  - Princípio deste método reside no fato de que um laser de radiação muito afinado pode excitar átomos gasosos de apenas um isótopo do elemento, no caso seria o U-235, enquanto os demais isótopos permaneceriam no estado fundamental. o isótopo excitados pode então ser separado eletromagneticamente, ou pela reação com uma substância química. Esta teoria é uma técnica promissora atualmente sendo testado apenas em escala de laboratório e nunca foi utilizada para a separação efectiva de isótopos de urânio no meio macroscópico. O problema básico é o fato de que tanto as diferenças de energia necessária para excitar dois isótopos de um elemento similar são muito pequenas e é tecnicamente difícil de ajustar o laser em tal estado que só excite o isótopo selecionada de preferência. Resumidamente, o método é conhecido como AVLIS (laser de vapor atómico separação de isótopos).

## Preço

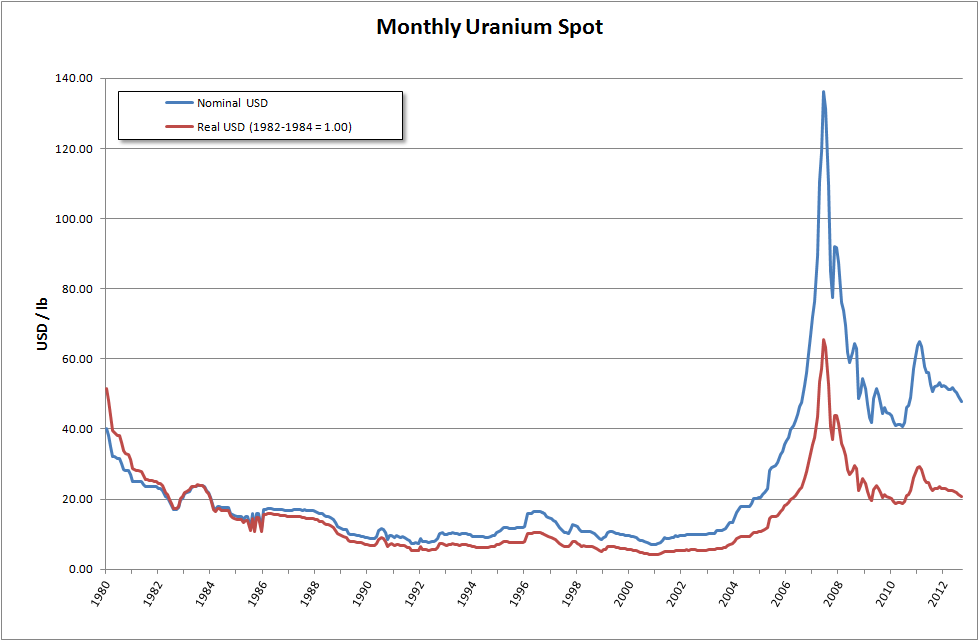
Preço mensal da libra do urânio em US$.

O preço do urânio abaixou nos anos 1980 e 1990 por várias razões:
- As políticas de economia de energia permitiram limitar o consumo de eletricidade;
- Novos depósitos de urânio economicamente exploráveis foram descobertos;
- Os estoques de urânio militar constituídos durante o contexto da Guerra Fria form convertidos em estoques civis e usados nos reatores nucleares devido a diminuição das tensões entre os soviéticos e estadunidenses.

O preço do urânio alcançou um mínimo em janeiro de 2001 á US$ 6,40 por libra de U U3O8.
Desde então o preço progressivamente aumentou até atingir um pico em julho de 2007 de US$ 135. Esse pico se explica pela diminuição dos estoques, o pequeno aumento da produção, e eventos como a inundação da mina de Cigar Lake no Canadá e o incêndio da mina Olympic Dam na Austrália.
O urânio então desceu para US$ 46,50 em agosto de 2010. Em janeiro de 2011, o seu preço situava-se em US$ 63. É prevista uma tendência ao seu preço aumentar novamente em razão do esgotamento dos estoques militares previsto para 2015.
O preço de revenda do KWh é muito sensível ao preço do urânio. É certo que o custo do ciclo do combustível representa cerca de 20 % do preço de retorno do KWh, mas o esse ciclo compreende todas as transformações físicas e químicas que o urânio natural sofre para transformar-se em urânio utilizável como combustível. Em consequência, o preço do mineral de urânio não passa de 7 % do custo total do KWh. Contudo, os estudos econômicos mostram que o preço do urânio começa a ter um efeito significativo sobre o custo do KWh da eletricidade nuclear a partir de 50 ou 100 € por libra de U3O8.